# میزوکی فوکومورا
میزوکی فوکومورا (انگلیسی: Mizuki Fukumura) یک خواننده زن ژاپنی است که از سال ۲۰۰۸ تاکنون فعال است. 